# Municipio de Newberg
El municipio de Newberg (en inglés: Newberg Township) es un municipio ubicado en el condado de Cass, en el estado estadounidense de Míchigan. En el año 2010 tenía una población de 1632 habitantes y una densidad de 17,75 personas por km².

## Geografía
El municipio de Newberg se encuentra ubicado en las coordenadas 41°56′51″N 85°48′33″O / 41.94750, -85.80917. Según la Oficina del Censo de los Estados Unidos, el municipio tiene una superficie total de 91.96 km², de la cual 89,47 km² corresponden a tierra firme y (2,71 %) 2,49 km² es agua.

## Demografía
Según el censo de 2010, había 1632 personas residiendo en el municipio de Newberg. La densidad de población era de 17,75 hab./km². De los 1632 habitantes, el municipio de Newberg estaba compuesto por el 93,87 % blancos, el 3,06 % eran afroamericanos, el 0,67 % eran amerindios, el 0,43 % eran asiáticos, el 0,06 % eran de otras razas y el 1,9 % eran de una mezcla de razas. Del total de la población el 1,23 % eran hispanos o latinos de cualquier raza.